# Кизилкум (футбольний клуб)
Професійний Футбольний клуб Кизилкум (Зарафшан) або просто Кизилкум (узб. «Qizilqum» professional futbol klubi) — узбецький професіональний футбольний клуб з міста Зарафшан.

## Історія

Старий логотип ФК «Кизилкум» до 2014 року

Клуб було засновано в 1967 році. «Кизилкум» дебютував у вищому дивізіоні 2000 року і за підсумками чемпіонату посів 11-те місце. Наступного, 2001 року, клуб посів 6-те місце. За підсумками сезону 2002 року клуб посів третє місце, цей результат є найкращим за всю історію виступів клубу в елітному дивізіоні Чемпіонату Узбекистану. У 2008 році клуб досяг свого найгіршого результату, посівши 14-те місце в Чемпіонаті Узбекистану.
Починаючи з 2000 року клуб незмінно виступає у вищому дивізіоні Чемпіонату Узбекистану.

## Назви
- 1967 — «Прогрес»
- 1994 — «Кизилкум»
- 1995 — «Прогрес»
- 1997 — «Кизилкум»

## Досягнення
- Чемпіонат Узбекистану
  -  Бронзовий призер (1): 2002

## Стадіон
Домашній стадіон клубу «Прогрес», який вміщує 5 000 уболівальників, знаходиться в місті Зарафшан. У серпні 2013 року цей стадіон було зачинено для реконструкції. З серпня 2013 по травень 2014 років клуб грав свої домашні матчі на 10 000-тисячному стадіоні «Согдіана» в місті Навої. У травні 2014 року клуб переїхав на інший новозбудований стадіон, «Йошлар», де й проводить свої домашні матчі.
Стадіон «Йошлар» — спортивний комплексу, побудований для Умід ніхолларі 2012, Республіканський спортивних ігор серед школярів. Будівельні роботи 12500-місцевому стадіоні і спортивному комплексі почалися в квітні 2011 року, а завершилися у 2012 році. Спортивний комплекс включає в себе два критих корти для гри у волейбол, гандбол, баскетбол та інші об'єкти. Урочисте відкриття нового стадіону Йошлар відбулося в травні 2012 року одночасно з відкриттям ігор Умід ніхолларі 2012 року. У листопаді 2012 року АФК надав новому стадіону категорію А. Перший офіційний футбольний матч був зіграний на стадіоні 3 травня 2014 року, в рамках національного Чемпіонату, між «Кизилкумом» та Динамо (Самарканд).

## Статистика виступів у чемпіонаті
| Рік  | Див.    | Міс. | Кубок | Найкр. бомб. чем.     |
| 1992 | 1-ша л. | 13   | R32   |                       |
| 1993 | 1-ша л. | 14   | R32   |                       |
| 1994 | 1-ша л. | 5    |       |                       |
| 1995 | 1-ша л. | 5    | R16   |                       |
| 1996 | 1-ша л. | 3    | PR    | Віталій Аванесов – 31 |
| 1997 | 1-ша л. | 4    | PR    |                       |
| 1998 | 1-ша л. | 7    | R16   |                       |
| 1999 | 1-ша л. | 3    |       |                       |
| 2000 | УзЛ     | 11   | R16   |                       |
| 2001 | УзЛ     | 6    | 1/4   |                       |
| 2002 | УзЛ     | 3    | 1/2   |                       |
| 2003 | УзЛ     | 5    | R16   |                       |
| 2004 | УзЛ     | 11   | 1/4   |                       |

| Рік  | Див. | Міс. | Кубок | Найкр. бомб. Чемп.                  |
| 2005 | УзЛ  | 7    | R16   |                                     |
| 2006 | УзЛ  | 6    | R16   |                                     |
| 2007 | УзЛ  | 7    | R32   |                                     |
| 2008 | УзЛ  | 14   | R32   |                                     |
| 2009 | УзЛ  | 10   | 1/4   |                                     |
| 2010 | УзЛ  | 8    | R16   |                                     |
| 2011 | УзЛ  | 13   | R16   |                                     |
| 2012 | УзЛ  | 11   | R16   | Феруз Бабалуков – 5                 |
| 2013 | УзЛ  | 12   | 1/4   | Зафар Тураєв – 5 Хуршид Юлдашев – 5 |
| 2014 | УзЛ  | 11   | R16   |                                     |
| 2015 | УзЛ  | 10   | R32   | Бахриддін Вахобов – 21              |

## Тренерський штаб
Починаючи з лютого 2014 року
| Посада           | Ім'я              |
| ---------------- | ----------------- |
| Головний тренер  | Юрій Лукін        |
| Помічник тренера | Олексій Євстафеєв |
| Помічник тренера | Володимир Андреєв |

## Відомі гравці
- Олександр Ткачук
- В'ячеслав Шевченко
- Андрій Деркач

## Тренери
- Рустам Забіров (2008—2010)
- Сергій Арсланов (2008—2010), виконувач обов'язків
- Марат Кабаєв (2011)
- Сергій Арсланов (2011), виконувач обов'язків
- Равшан Гайдаров (січень 2012–квітень 2013)
- Рустам Забіров (квітень 2013–липень 2013)
- Юрій Лукін (липень 2013–…)